# Emmanuel III Karim Delly
Emmanuel III Karim Delly (arabe : عمانوئيل الثالث دلي), né à Tel Keppe en Irak le 6 octobre 1927 et mort le 8 avril 2014 à San Diego en Californie, est un cardinal de l'Église catholique. Il est le patriarche de l'Église chaldéenne catholique de 2003 à 2012.

## Biographie

### Formation
Il a fait ses études à Rome obtenant une licence en philosophie et une maîtrise en théologie à l'Université pontificale urbanienne et une maîtrise en droit canonique à l'Université du Latran.

### Principaux ministères
Il a été ordonné prêtre le 21 décembre 1952 à Rome.
À Bagdad, il a été nommé secrétaire du patriarche de Babylone le 30 décembre 1960.
Élu et confirmé par le pape Jean XXIII, il a été consacré le 19 avril 1963 et nommé évêque auxiliaire de Babylone, secondant ainsi le patriarche Paul II Cheikho. À ce titre, il participe comme expert au concile Vatican II. Le 6 mai 1967, il est nommé archevêque de Kaskar des Chaldéens (de), tout en demeurant auxiliaire du patriarche de Babylone.
À la Curie romaine, il a été consulteur de la Commission de révision du code de droit canonique des Églises orientales et de la Commission pour les rapports avec l'Islam du secrétariat pour les non-chrétiens (l'actuel Conseil pontifical pour le dialogue interreligieux).
Le 3 décembre 2003, il est élu patriarche de Babylone par le synode des évêques de l'Église chaldéenne sous le nom d'Emmanuel III Delly au cœur des difficultés que connaissent les chrétiens d'Irak du fait de la guerre qui ensanglante le pays. En novembre 2005, il a présidé le synode spécial des évêques chaldéens, qui a dû se réunir à Rome ne pouvant se tenir en Irak pour des raisons de sécurité.
Il est élevé à la dignité de cardinal par le pape Benoît XVI le 24 novembre 2007, sans toutefois être électeur en cas de conclave car il a déjà atteint l'âge de 80 ans. Sa nomination a été accueillie par tout le peuple irakien comme un signe de reconnaissance des souffrances de la nation et un encouragement en faveur de la paix et du dialogue.
Il se retire de sa charge de patriarche le 19 décembre 2012 et meurt dans un hôpital de San Diego en Californie le 8 avril 2014.